# Edge și Christian
Edge & Christian a fost o echipă de wrestling profesionist, care a lucrat în World Wrestling Entertainment (WWE). Printe realizările lor, se află Campionatul Mondial în Perechi de șapte ori. în Plus, au fost aleși de Wrestling Observer Newsletter ca Echipa anului în anul 2000.

## În Wrestling
- Manevre de final
  - Con-chair-to

- Manevre semnatură
  - Combinație sidewalk slam a lui Edge si falling inverted DDT a lui Christian
  - Dublu flapjack
  - Dublu missile dropkick
  - Dublu suliță
  - Stack-superplex

- Managerii
  - Gangrel
  - Kurt Angle
  - Terri Runnels

## Campionate și realizări
- Insane Championship Wrestling

  - ICW Streetfight Tag Team Championship (de 2 ori)
- New Tokyo Pro Wrestling
  - NTPW Pro Tag Team Championship (1 dată)
- Pro Wrestling Illustrated
  - PWI Meci al Anului (2000) vs Dudley Boyz și Hardy Boyz într-un Triangle Ladder match la WrestleMania 2000
  - PWI Meci alAnul (2001) vs Dudley Boyz și Hardy Boyz într-un meci cu Mese, Scari si Scaune la WrestleMania X-Seven
- Southern States Wrestling
  - SSW Tag Team Championship (1 dată)
- World Wrestling Federation 
  - WWF Intercontinental Championship (de 2 ori) – Edge
  - WWF Light Heavyweight Championship (1 ora) – Christian
  - WWF World Tag Team Championship (de 7 ori)
  - King of the Ring (2001) – Edge

- Wrestling Observer Newsletter
  - Tag Echipa din Anul (2000)
  - Situat pe Numărul 12 WON ce-a mai buna echipă a deceniului (2000-2009)[3]